# Poblenou (serie de televisión)
Poblenou fue la primera telenovela española en catalán de TV3. Fue producida y dirigida por Joan Bas y Jaume Banacolocha, con guiones originales del escritor Josep Maria Benet i Jornet. Se emitió en el canal autonómico de Cataluña desde el 10 de enero de 1994 hasta el 26 de diciembre del mismo año y constó de dos temporadas y 192 episodios trasmitidos.
Posteriormente la serie ha sido emitida en Canal Nou y IB3 en versión original, y en Antena 3 y Nova con doblaje al español bajo el título de Los mejores años.

## Argumento
Se centra en la vida cotidiana de los habitantes de Pueblo Nuevo, un barrio barcelonés. La serie tiene como punto central el supermercado de los Aiguadé, que constituye el marco en torno al cual se van articulando los diferentes puntos
de las familias protagonistas. Entre otros se tocan temas como las relaciones familiares y/o de pareja, el sida, la emancipación de las mujeres, la posibilidad que los/las protagonistas rehagan su vida pasados los cuarenta, la homosexualidad, la prostitución, los malos tratos, el aborto, los embarazos a edades tempranas, los abusos sexuales, las relaciones amorosas en la tercera edad...

## Personajes
- Margarida Minguillón ... Rosa Miró
- Miquel Cors ... Antonio Aiguader
- Lola Lizaran ... Victòria Fontanals
- Joel Joan ... Ferran Aiguader
- Gemma Brió ... Anna Aiguader
- Quim Gutiérrez ... Martí Aiguader
- Jordi Boixaderas ... Xavier Miró
- Alfred Lucchetti ... Andreu Molins
- Maria Jesús Lleonard ... Emília Fontcuberta
- Pep Torrents ... Eugeni
- Montserrat Salvador ... Misericòrdia
- Lluís Marco ... Doctor Daniel Boix
- Irene Montalà ... Júlia Canals
- Roger Pera ... Marc Fontcuberta
- Enric Arredondo ... Ricard Torres
- Pavel Rouva ... Walter
- Laura Conejero ... Ester Guiralt/Mònica
- Teresa Manresa ... Helena Canals
- Pep Tosar ... Guillem
- Paulina Gálvez ... Charo
- Jordi Figueras ... Quim
- Marta Calvó ... Katy
- Pep Molina ... Abel
- Marc Cartes ... Jaume Balcells
- Jordi Dauder ... Eudald Balcells
- Marina Oroza ... Marta Jardí
- Cristina Brondo ... Clàudia Sanchez
- Adrià Collado
- María Elías ... Cristina Salvatierra
- Anna Güell ... Lola Fontcuberta
- Quim Lecina ... Enric
- Iván Morales ... Miquel
- Vicky Peña ... Miralles
- Albert Pérez
- Toni Sevilla ... Bernat

## Emisión a nivel nacional
La serie Poblenou fue emitida tras su desenlace por Antena3, a nivel nacional. En un principio la serie iba a titularse "La trastienda", pero al final llevó por título Los mejores años. La novela fue doblada al castellano en gran parte por los actores originales, traduciendo los nombres de todos los personajes, La serie se emitió desde enero de 1995 hasta febrero de 1996.